# Точковий електричний заряд
Точко́вий заря́д — абстракція, що вводиться для спрощення опису поля зарядженого тіла або системи тіл. Іноді також визначається як електрично заряджена матеріальна точка.
При практичних розрахунках точковий заряд — це заряд, розмірами носія якого в порівнянні з відстанню, на якому розглядається електростатична взаємодія, можна знехтувати.
Саме для точкових зарядів сформульований закон Кулона.

## Еквівалентність сферичносиметрично розподіленого заряду точковому
За теоремою Остроградського — Гауса поле сферичносиметрично розподіленого заряду (наприклад, рівномірно зарядженої кулі) у будь-якій точці еквівалентне полю точкового заряду, поміщеного в центр сферичної симетрії. Зокрема, поле рівномірно зарядженого кулі за межами її поверхні дорівнює полю точкового заряду тієї ж величини, що знаходиться в центрі кулі, а поле сферично симетричної оболонки всередині цієї оболонки дорівнює нулю.